# Шарпантье, Роман Фёдорович
Рома́н Фёдорович Шарпантье́ (2 [14] декабря 1888, урочище Анучино, Никольск-Уссурийский уезд, Приморская область — 16 [29] сентября 1915, деревня Черненты, Ошмянский уезд, Виленская губерния) — русский офицер, штабс-капитан артиллерии. Погиб при обороне Сморгони. Посмертно награждён орденом Святого Георгия IV степени.

## Биография
Родился 14 декабря 1888 года в урочище Анучино в семье командира 1-го Стретенского резервного батальона полковника Фридриха-Вильгельма Робертовича Шарпантье. Представитель знатного финского рода французского происхождения.
Начальное образование получил в Хабаровском кадетском корпусе, откуда выпущен в Павловское военное училище в 1906 году. В 1908 году окончил училище по 1-му разряду и произведен в подпоручики 5-й Восточно-Сибирской артиллерийской бригады. Произведён в поручики в 1911 году по выслуге лет. В 1913 году переведен в 9-ю Сибирскую артиллерийскую бригаду. Тогда же пожалован медалью «В память 300-летия царствования дома Романовых».
26 ноября 1914 года в составе бригады выступил на фронт Великой войны. 20 декабря прибыл на линию боевого соприкосновения. За время участия в сражениях был награжден 4-мя орденами. В 1915 году произведен в штабс-капитаны по выслуге лет. 

## Подвиг
29 сентября 1915 года батарея, которой командовал штабс-капитан Шарпантье, была атакована немецкими силами. Осознавая надвигающуюся опасность, штабс-капитан выстроил 30 солдат из батарейного прикрытия в цепь, после чего лично повел группу бойцов в атаку, чтобы орудийные расчёты смогли покинуть поле боя. Когда же у одного из орудий были убиты все лошади и ранены 3 солдат личного состава, Шарпантье начал второй натиск на врага, по итогу которого был сражен вражескими пулями. По итогам битвы батарея Шарпантье смогла эвакуироваться, не потеряв ни одного орудия.
За образцовый героизм штабс-капитан был посмертно награждён орденом Святого Георгия 4 степени.

## Награды
Ордена:
- Орден Святого Георгия IV степени (ВП 20.11.1916)[3]
- Орден Святого Станислава II степени с мечами (ВП 12.01.1917)[4]
- Орден Святой Анны III степени с мечами и бантом (ВП 08.10.1915)[2]
- Орден Святого Станислава III степени с мечами и бантом (ВП 12.04.1916)[5]
- Орден Святой Анны IV степени с надписью «За храбрость» (ВП 12.04.1916)

Медали:
- Медаль «В память 300-летия царствования дома Романовых»[2]